# Disconnect (film)
Pour les articles homonymes, voir Disconnect.
Pour plus de détails, voir Fiche technique et Distribution.
Disconnect est un film dramatique américain réalisé par Henry Alex Rubin sorti en 2012.

## Synopsis
Un groupe de personnes et leurs relations à Internet.
Ce film présente à travers trois histoires les dangers d'Internet.
D'un côté un couple, Cindy et Derek se retrouve à faire face à de gros problèmes d'argent et d'usurpation d'identité après s'être fait piraté leur compte en banque à cause d'un site de jeu en ligne et d'un Forum de discussion.
De l'autre un adolescent, Ben, dont le harcèlement scolaire qu'il subit sur Internet le mène à faire une tentative de suicide. Une image de lui, nu, envoyé à un faux compte tenu par des garçons de son école pour se moquer de lui circule dans son école.
Pour finir, une journaliste, Nina, fait la rencontre d'un jeune homme, Kyle sur un site qui offre la possibilité de faire des séances de webcam érotique.
Elle décide de faire un article sur lui et sur les autres jeunes hommes et jeunes femmes qui travaillent pour le même homme que lui. Ceux ci semblant avoir commencé à travailler alors qu'ils étaient encore mineurs.

## Fiche technique
Sauf indication contraire, les informations mentionnées dans cette section peuvent être confirmées par la base de données cinématographiques IMDb,  présente dans la section « Liens externes ».
- Titre original et français : Disconnect
- Réalisation : Henry Alex Rubin
- Scénario : Andrew Stern
- Direction artistique : Dina Goldman
- Décors : Jennifer Dehghan
- Costumes : Catherine George
- Photographie : Ken Seng
- Montage : Lee Percy
- Musique : Max Richter
- Production : Jennifer Hilton Monroe, William Horberg, Marc Forster et Mickey Liddell
- Société de production : LD Entertainment et Wonderful Films
- Société de distribution :  LD Entertainment
- Pays d'origine :  États-Unis
- Langue originale : anglais
- Format : couleur - 35 mm - 2,35:1 - son Dolby numérique
- Genre : Drame
- Durée : 115 minutes
- Date de sortie :
  - Canada : 11 septembre 2012 (Festival international du film de Toronto)
  - États-Unis,  Canada : 12 avril 2013 (sortie limitée)
  - France : 3 mars 2015 (sorti directement en DVD) ; 18 mars 2017[1] (en VOD)

## Distribution
Sauf indication contraire, les informations mentionnées dans cette section peuvent être confirmées par la base de données cinématographiques IMDb,  présente dans la section « Liens externes ».
- Jason Bateman (VF : Bruno Choël) : Rich Boyd
- Hope Davis (VF : Ivana Coppola) : Lydia Boyd
- Frank Grillo (VF : Jérôme Rebbot) : Mike Dixon
- Michael Nyqvist (VF : Yann Pichon) : Stephen Schumacher
- Paula Patton (VF : Vanina Pradier) : Cindy Hull
- Andrea Riseborough (VF : Chantal Baroin) : Nina Dunham
- Alexander Skarsgård (VF : Nessym Guetat) : Derek Hull
- Max Thieriot (VF : Adrien Larmande) : Kyle
- Colin Ford (VF : David Dos Santos) : Jason Dixon
- Jonah Bobo : Ben Boyd
- Haley Ramm (VF : Leslie Lipkins) : Abby Boyd
- Norbert Leo Butz (VF : Bernard Bollet) : Peter
- Kasi Lemmons : Roberta Washington
- John Sharian (VF : Laurent Maurel) : Ross Lynd
- Aviad Bernstein (VF : Gabriel Bismuth-Bienaimé) : Frye
- Teresa Celentano (VF : Joséphine Ropion) : Maria
- Marc Jacobs (VF : Bernard Gabay) : Harvey
- Kevin Csolak (VF : Geoffrey Vigier) : Shane
- Tessa Albertson : Isabella

 Source et légende : version française (VF) sur RS Doublage